# Колос (спортивне товариство)
Громадська організація «Всеукраїнське фізкультурно-спортивне товариство "Колос"» — українське спортивне товариство, яке охоплює сільське населення.
Головною метою діяльності ВФСТ «Колос» є сприяння організації й проведенню фізкультурно-оздоровчої та спортивно-масової роботи серед широких верств населення України й, перш за все, сільського, всебічне сприяння постійному підвищенню рівня фізичного здоров'я своїх членів, а також задоволення та захист спільних інтересів своїх членів.
Було створене 19 серпня 1950 року постановою Ради Міністрів УРСР і ЦК КС(б) України під назвою Добровільне спортивне товариство «Колгоспник». Було підпорядковане Комітету у справах фізкультури та спорту при Раді Міністрів УРСР. У 1957 році республіканські спортивні товариства СРСР були поділені на промислові й сільські. До «Колгоспника» додалися фізкультурники підприємств меліорації та водного господарства, м'ясо-молочної та харчової промисловості, лісового господарства, сільського будівництва та інші.
У 1969 році «Колгоспник» був реорганізований у Добровільне сільське спортивне товариство «Колос». Під час реорганізації до нього було переведено ряд спортивних колективів з ДСТ «Спартак», «Буревісник» та «Авангард».
Станом на 1972 рік «Колос» об'єднував 3283,0 тисячі фізкультурників (з усіх 9558,5 тис. фізкультурників республіки).
У 1987 році колишні спортивні товариства профспілок «Авангард», «Зеніт», «Буревісник», «Колос», «Локомотив» і «Спартак» об'єдналися у Всесоюзне добровільне фізкультурно-спортивне товариство профспілок (ВДФСТП). У 1990 році вийшов з цього об'єднання як Всеукраїнське фізкультурно-спортивне товариство «Колос» агропромислового комплексу України". У 2018 році спортивне товариство перейменовано на Громадську організацію «Всеукраїнське фізкультурно-спортивне товариство „Колос“».
У кожній області України є обласні організації «Колоса». До товариства входять 4163 низові та галузеві колективи фізкультури, 1508 фізкультурно-спортивних клубів, 105 ДЮСШ і ДЮСШОР, у яких займаються спортом 27 тисяч дітей, Центральна школа вищої спортивної майстерності.
«Колос» проводить Всеукраїнські сільські ігри, «Хто ти, майбутній олімпієць?», Всеукраїнський дитячий футбольний фестиваль «Даруємо радість дітям» (визнаний виконкомом УЄФА другим в Європі мегапроєктом з розвитку та пропаганди масового дитячо-юнацького футболу), змагання серед сільських і селищних рад «Краще спортивне село України».
Золото на Олімпійських іграх виборювали представники товариства — легкоатлети Віктор Цибуленко, Анатолій Бондарчук, Тетяна Буракова, Наталя Добринська, борець вільного стилю Ілля Мате, вершник Віктор Погановський, стрільці Микола Мільчев і Олена Костевич, боксер Василь Ломаченко, біатлоністка Олена Підгрушна.